# Roberto Emanuelli
Roberto Emanuelli (Roma, 26 maggio 1978) è uno scrittore italiano.

## Biografia
Nasce a Roma dove passa la sua infanzia e dove attualmente vive. Fin da piccolo esterna una vocazione artistica per la musica e la scrittura, sue grandi passioni che convoglieranno entrambe, più avanti, nella stesura di romanzi in cui la musica manterrà sempre un ruolo di primo piano, fondendosi in vari modi nel testo e nella narrazione. Frequenta il Liceo Scientifico Marcello Malpighi di Roma e successivamente si iscrive a LMS - Letteratura Musica Spettacolo della Sapienza - Università di Roma, ma non conclude gli studi universitari. Ex imprenditore in vari settori.

## Carriera
Roberto Emanuelli si avvicina dapprima alla musica come rapper, agli inizi degli anni 2000, sotto lo pseudonimo di "Relax".
Dopo aver inizialmente abbandonato la propria vocazione artistica intorno ai 25 anni, la abbraccia nuovamente alla fine del 2012, quando in un momento di gravi difficoltà personali ricomincia a dedicarsi alla scrittura per uscire da quel momento buio.
Nel novembre 2015, dopo il no di un grande editore (Rizzoli), al quale sottopone il suo primo romanzo Davanti agli occhi, sceglie la via dell'autopubblicazione, caricando il volume sul portale ilmiolibro.it.
Fin da questo primo romanzo autopubblicato, intorno a Emanuelli si forma una comunità di lettori appassionati. Infatti, sui suoi canali social, l'autore promuove fin dal principio piccoli estratti dei suoi romanzi, innescando il passaparola legato ai suoi libri che si traduce, ad un certo punto, in un passaparola vincente nelle librerie fisiche.
Sul portale di self-pubblishing ilmiolibro.it, infatti, il romanzo si posiziona presto al primo posto della classifica dello stesso sito e viene così notato da un piccolo editore (Edizioni Efesto) che, dopo pochi mesi, nel febbraio 2016, lo ripubblica in forma tradizionale. Davanti agli occhi diventa velocemente un piccolo caso editoriale di successo, e spinge Rizzoli a ritornare sui propri passi, proponendo all'autore un contratto per un nuovo romanzo e l'acquisizione dei diritti dello stesso Davanti agli occhi.
Il 27 aprile 2017 esce il suo secondo romanzo E allora baciami (Rizzoli), che entra classifica dei dieci romanzi più venduti in Italia e fra i primi tre più venduti su Amazon. A oggi ha venduto più di 100 000 copie cartacee, oltre gli ebook.
Il 6 febbraio 2018 Rizzoli edita la terza versione di Davanti agli occhi, dopo la prima autopubblicata e la seconda di Edizioni Efesto.
Il romanzo esordisce, già dalla prima settimana, al secondo posto della classifica della narrativa italiana dell'inserto “La Lettura” (Corriere della Sera) e nella top ten dei libri più venduti, rimanendo in classifica per settimane.
Il 16 ottobre 2018 esce, sempre per Rizzoli, il suo terzo romanzo dal titolo Buonanotte a te. Si conferma il trend di vendite di migliaia di copie, in soli due mesi il romanzo supera le 40 000 copie vendute, avviandosi nei primi mesi del 2019 verso le 80.000, divenendo così anch'esso un best seller e piazzandosi ai vertici delle più importanti classifiche nazionali.
Sempre nell'ottobre 2018, Editorial Planeta (Gruppo Planeta) pubblica, in Spagna e in tutti i paesi dell'America Latina, E allora baciami con il titolo tradotto in La vida son dos días, entonces bésame.
Tra il 2018 e il 2019, lo stesso romanzo è stato tradotto ed è distribuito anche in Serbia e Albania.
Il 30 aprile 2019, i romanzi E allora baciami e Davanti agli occhi escono anche con la Bur, storica collana editoriale della Rizzoli. L'8 ottobre 2019 esce Tu, ma per sempre il suo quarto romanzo, edito da DeA Planeta Libri e per l'autore si conferma nuovamente un successo nelle classifiche dei libri più venduti.
Il 6 ottobre 2020 esce Adesso lo sai, pubblicato con Sperling & Kupfer. Lo stesso giorno la stessa casa editrice, con il marchio Pickwick, fa uscire anche una nuova edizione di Tu, ma per sempre, con una copertina differente rispetto alla prima
Il 18 febbraio 2020 anche il romanzo Buonanotte a te entra a far parte della storica collana Bur.
Dall'uscita del suo primo romanzo con Rizzoli, l'autore presenta personalmente i suoi romanzi in centinaia di città italiane, attraverso dei tour in librerie e incontri con le scuole.
Il tour vede un arresto nel 2020, a causa della pandemia di Covid19, che ha colpito l'Italia e il mondo. Per ragioni di sicurezza, al fine di evitare assembramenti e nel pieno rispetto delle normative emanate dal governo italiano, in occasione dell'uscita del suo romanzo Adesso lo sai, lo scrittore comunica ai suoi fan e sostenitori che le presentazioni non verranno organizzate in presenza. Si organizza quindi, con qualche libreria, per supplire con delle presentazioni online, in diretta streaming sui social.
Il 28 settembre 2021 esce il sesto romanzo dell'autore, dal titolo Volevo dirti delle stelle, edito sempre da Sperling & Kupfer e lo stesso giorno viene pubblicato col marchio Pickwick la versione economica di Adesso lo sai.
L'11 ottobre 2022 esce Quando tutto sembra immobile, edizioni Sperling & Kupfer. Come per le volte precedenti, contemporaneamente esce la versione tascabile di Volevo dirti delle stelle a marchio Pickwick.
Il cambio stilistico nella scrittura dell'autore lo porta a collaborare con il noto americanista, docente, traduttore ed editor Luca Briasco, come si evince da un articolo da lui pubblicato e apparso in forma cartacea e digitale sul quotidiano Domani.
Nel 2023 esce, il 24 ottobre, l'ottavo romanzo Tutta la verità, nient'altro che una bugia, edito sempre da Sperling & Kupfer in cui si parla sempre d'amore ma questa volta soprattutto dal punto di vista maschile.
Feltrinelli pubblica il nono romanzo dell'autore romano. Ora amati esce il 16 aprile 2024 e riscuote fin da subito un incredibile successo, esordendo come il settimo romanzo più venduto in Italia e il decimo libro di tutte le categorie. Emanuelli intraprende nuovamente un tour di presentazioni che lo vede toccare centinaia di tappe in tutta Italia, in cui dialoga e interagisce con il suo affezionato pubblico di lettori.
Nel novembre 2024 pubblica, con SEM, la raccolta di pensieri Donne che si amano, a cui segue la pubblicazione di Ora amati per la collana 1+1 (economici di Feltrinelli), avvenuta il 6 maggio 2025.
Tutta questa felicità, il decimo romanzo dell'autore, viene pubblicato da Feltrinelli il 4 giugno 2025. .

## Opere
- Davanti agli occhi, autopubblicata, novembre 2015; ISBN 978-88-92302-66-2. 2ª edizione, Edizioni Efesto, febbraio 2016; ISBN 978-88-99104-63-4.  3ª edizione, Rizzoli, febbraio 2018, ISBN 978-88-17-09782-6.c
- E allora baciami, Rizzoli, aprile 2017, ISBN 978-88-17-09352-1.
- La vida son dos días, entonces bésame, Planeta, ottobre 2018.
- Buonanotte a te, Rizzoli, ottobre 2018, ISBN 978-88-17-10484-5
- E allora baciami, edizioni BUR, aprile 2019, ISBN 9788817101493
- Davanti agli occhi, edizioni BUR, aprile 2019, ISBN 9788817119733
- Tu, ma per sempre, edizioni DeA Planeta, ottobre 2019, ISBN 9788851174200
- Tu, ma per sempre, edizioni Pickwick, ottobre 2020, ISBN 9788855440646
- Adesso lo sai, edizioni Sperling&Kupfer, ottobre 2020, ISBN 9788820070380
- Adesso lo sai, edizioni Pickwick, settembre 2021, ISBN 9788855441131
- Volevo dirti delle stelle, edizioni Sperling&Kupfer, settembre 2021, ISBN 9788820072384
- Volevo dirti delle stelle, edizioni Pickwick, ottobre 2022, ISBN 9788820072384
- Quando tutto sembra immobile, edizioni Sperling&Kupfer, ottobre 2022, ISBN 9788892743342
- Tutta la verità, nient'altro che una bugia, edizioni Sperling&Kupfer, ottobre 2023, ISBN 9788820075828
- Ora amati, edizioni Feltrinelli, aprile 2024, ISBN 9788807035890
- Ora amati, edizioni Feltrinelli collana 1+1 (edizione economica), aprile 2024, EAN 2000000153742
- Donne che si amano, novembre 2024, ISBN 9788893906432
- Tutta questa felicità, edizioni Feltrinelli, giugno 2025, ISBN 9788807970030